# Franc Grašič
Franc Grašič, slovenski politik, * 12. februar 1941.
Med letoma 1992 in 1997 je bil član Državnega sveta Republike Slovenije. V letih 1981 do 1996 je bil glavni direktor Tovarne obutve Peko Tržič, pred tem pa finančni direktor te tovarne. V politiko se je vključil na neposrednih volitvah leta 1990 in bil izvoljen v ZBOR ZDRUŽENEGA DELA takratne Skupščine Republike Slovenije. Zastopal je interese gospodarstva, kjer je bil tudi izvoljen. Bil je predsednik GOSPODARSKEGA ODBORA Skupščine Republike Slovenije. Predlagal je t. i. GRAŠIČEV ZAKON, ki je bil tudi sprejet in uveljavljen. 
Pojasnilo: V rojstnem listu je njegovo ime FRANČIŠEK